# Axonopus iridifolius
Axonopus iridifolius là một loài thực vật có hoa trong họ Hòa thảo. Loài này được (Poepp.) G.A.Black mô tả khoa học đầu tiên năm 1963.